# 原鲨科
原鯊科（學名：Proscylliidae），為板鰓亞綱真鯊目的一科。

## 分類
原鯊科下分為3個屬，如下：
- 原鯊屬 Proscyllium
- 光唇鯊屬 Eridacnis
- 前鯊屬 Ctenacis